# Christoph Theusner
 (janvier 2018).
Si vous disposez d'ouvrages ou d'articles de référence ou si vous connaissez des sites web de qualité traitant du thème abordé ici, merci de compléter l'article en donnant les références utiles à sa vérifiabilité et en les liant à la section « Notes et références ».
Christoph Theusner, né le 8 aout 1948 à Berlin-Est et mort le 25 juillet 2023 à Erfurt, est un auteur-compositeur-interprète, compositeur de musiques de film et guitariste allemand. 
Il a fondé le groupe de musique Bayon.

## Biographie
Christoph Theusner vit à Weimar, il a quatre enfants  dont la peintre Ulrike Theusner. 
Theusner a appris à jouer de la guitare et du luth dès l'âge de cinq ans avec son père, le musicien Egon Theusner. Il a ensuite fréquenté l'école de musique de Köpenick et a appris le piano. Après des études d'architecture à l'université Bauhaus de Weimar dont il est diplômé en 1974, il n'a jamais travaillé comme architecte et se consacre directement à sa carrière musicale. 
À Weimar, Theusner fonde d'abord le groupe de jazz-rock Garage Players, puis au contact d'étudiants du Cambodge et de Cuba, il fonde avec Michael Lehnhardt et Sam Ay Neou le groupe Bayon.
Depuis 1975, Theusner écrit aussi de la musique pour le cinéma et le théâtre. 
En 2006, Stell dich mitten in den Regen un titre de Bayon sorti en 1974 est utilisé dans le film La Vie des autres. 
Depuis 2007 Theusner est compositeur et chef d'orchestre au Théâtre de Neustrelitz.

## Discographie

### Albums studio / Vinyles
- 1977 : Bayon (Amiga)
- 1980 : Suite (Amiga)
- 1980 : Echos (Amiga)
- 1982 : Sonido (Amiga)
- 1989 : Echos – Klangbilder

### CDs
- 1992 : Rock aus Deutschland OST – Vol.18 – Bayon
- 1995 : Walkin’ Home
- 1996 : Movens In Carmine – Herder
- 1997 : Die Suiten
- 1997 : Gespräch über den Dächern – W. Borchert
- 2002 : Live
- 2005 : Das Beste
- 2006 : Nur wer die Sehnsucht kennt
- 2008 : Tanz der Apsara
- 2014 : Music for a while

### Singles
- 1977 : Lautensuite / Haus der Kindheit (Amiga)

## Musiques de film

### Musiques de film
- 1988 : Dschungelzeit
- 1990 : Biologie!